# Creuse
Die Creuse ist ein Fluss im Zentrum Frankreichs.

## Geographie und Geschichte
Sie entspringt im Zentralmassiv am Plateau de Millevaches. Ihre Quelle liegt im Gemeindegebiet von Le Mas-d’Artige in etwa 810 Metern Höhe. Die Creuse entwässert zunächst nach Norden, wendet sich dann Richtung Nordwest und mündet nach rund 263 Kilometern beim Ort Bec des Deux Eaux westlich von Port-de-Piles als rechter Nebenfluss in die Vienne.
Der Oberlauf des Flusses durchläuft den Regionalen Naturpark Millevaches en Limousin, später passiert sie den Regionalen Naturpark Brenne.
Die Creuse war schon in der Antike unter dem Namen Crosa bekannt.

## Durchquerte Départements
Region Nouvelle-Aquitaine:
- Département Creuse (ist nach dem Fluss benannt)

Region Centre-Val de Loire:
- Département Indre
- Département Indre-et-Loire

Region Nouvelle-Aquitaine:
- Département Vienne (als Grenzfluss)

## Orte am Fluss
Im Département Creuse:
- Felletin
- Aubusson
- Guéret

Im Département Indre:
- Argenton-sur-Creuse
- Le Blanc

Im Département Indre-et-Loire:
- Descartes
- Yzeures-sur-Creuse

Im Département Vienne:
- La Roche-Posay

## Nebenflüsse
| Linke Nebenflüsse: - Gioune (17 km) - Gourbillon (15 km) - Beauze (17 km) - Sedelle (38 km) - Brion (17 km) - Gartempe (205 km) - Luire (16 km) | Rechte Nebenflüsse: - Rozeille (34 km) - Petite Creuse (95 km) - Gargilesse (22 km) - Bouzanne (84 km) - Suin (36 km) - Claise (87 km) - Esves (39 km) |